# Структурний мотив (мінералогія)
Мотив структурний (рос. мотив структурный, англ. Structural motif, нім. Strukturmotiv) — у мінералогії — характер розподілу катіонів у тетраедричних та октаедричних порожнинах найщільнішої упаковки аніонів у залежності від типу сполуки (АХ, АХ2, А2Х3 та ін.) та співвідношення розмірів катіонів і аніонів. (М. В. Бєлов, 1947).